# Джимі Гендрікс
Джеймз Маршалл «Джимі» Хендрікс (англ. James Marshall "Jimi" Hendrix МФА: [ˈd͡ʒɪmi ˈhɛndrɪks] Джимі Гендрикс; при народженні Джонні Аллен Гендрікс (англ. Johnny Allen Hendrix); 27 листопада 1942, Сіетл, Вашингтон — 18 вересня 1970, Лондон, Англія) — американський гітарист, співак і композитор, творчість якого пов'язана з такими напрямками як-от есід-рок, блюз-рок та джаз-рок. За версією журналу Rolling Stone, Гендрікс був визнаний найкращим гітаристом світу.
Широко визнаний як один із найбільш сміливих і винахідливих віртуозів в історії рок-музики, Джимі став піонером електрогітари, відкривши в ній нескінченне джерело можливостей нового звучання — зокрема це використання зворотного зв'язку, налаштованого на максимальну потужність підсилювачів, застосування ланцюгів гітарних ефектів. Іноді також грав на неналаштованих гітарах, досягаючи характерного дещо «фальшивого» звучання, навмисний фальш властивий був і в його вокалі.

## Дитинство та походження
Гендрікс був афроамериканцем. Його дід по батьківської лінії, Бертран Філандер Рос Гендрікс, народився в 1886 році з від позашлюбного зв'язку між жінкою на ім'я Фанні та зернового мецената з Урбани, Огайо або Іллінойс, його з найзаможніших людей в місті його часу. Бабуся по батьківською лінією, Зенора "Нора" Роуз Мур, колишня танцівниця та виконавиця водевілю, яка співзаснувала Фонтану каплицю на Хоганські алеї. Гендрікс та Мур переїхали до Ванкувер, Канада, де в них народився син на ім'я Джеймс Аллен Гендрікс 10 червня 1919 року, він мав прізвисько "ЕЛ".
У 1941 році після переїзду в Сіетл, штат Вашингтон, Ел познайомився з Люсіль Джетер (1925-1958) на танці; вони одружилися 31 березня 1942 року. Батько Люсіль (дід Джимі по материнській лінії) був Престон Джетер (народ. 1875), чия мати народилася в аналогічних обставинах, як Бертран Філандер Росс Хендрікс. Мати Люсіль, Кларіс (уроджена Лоусон), мала афроамериканських предків, які були поневоленими людьми. Ел, який був призваний армією США для служби у Другій світовій війні, пішов, щоб почати свою базову підготовку через три дні після весілля. Джонні Аллен Хендрікс народився 27 листопада 1942 року в Сіетлі; він був першим з п'яти дітей Люсіль. У 1946 році батьки Джонні змінили його ім'я на Джеймс Маршалл Хендрікс, на честь Ела і його покійного брата Леона Маршалла.
Перебуваючи в Алабамі під час народження Хендрікса, Елу відмовили у стандартній військовій відпустці, наданій військовослужбовцям для пологів; його командир помістив його в склад, щоб перешкодити йому дезертирство, щоб побачити свого малолітнього сина в Сіетлі. Він провів два місяці в ув'язненні без суду і слідства і, перебуваючи в складі, отримав телеграму про народження сина. Під час трирічної відсутності Ела Люсіль намагалася виховати сина. Коли Ел був у від'їзді, Хендрікс в основному піклувалися члени сім'ї і друзі, особливо сестра Люсіль Делорес Холл і її подруга Дороті Хардінг. Аль отримав почесне звільнення від армії США 1 вересня 1945 року. Через два місяці, не знайшовши Люсіль, Ел відправився в Берклі, штат Каліфорнія, додому до подруги сім'ї на ім'я місіс Чамп, яка доглядала і намагалася усиновити Гендрікса; тут Ел вперше побачив сина.

## Творчий шлях
Гендрікс починав кар'єру в 1960-х роках як студійний музикант, часом також грав у клубах. У 1966-му його почув басист Чес Чендлер (Chas Chandler) і вмовив переїхати до Лондону для спільної роботи. З 1966 Джимі створив тріо, що отримало назву The Jimi Hendrix Experience, з яким записав три студійні альбоми. Перший альбом Гендрікса Are You Experienced?, виданий у 1967 році приніс йому світову славу, а такі композиції як Purple Haze, Foxy Lady, Hey Joe, Are You Experienced? та The Wind Cries Mary стали стандартами рок-музики. Протягом наступних трьох років Гендрікс видав ще два альбоми — Axis — Bold as Love та Electric Ladyland, які містять такі хіти як «Little Wing», «Voodoo Child», «All Along the Watchtower» (кавер пісні Боба Ділана) і «Gypsy Eyes».
Джимі Гендрікс багато гастролював, зокрема відомі його виступи на попфестивалі в Монтереї 1967 і на фестивалі у Вудстоку 1969 року. Перший запам'ятався незвичним гепенінгом, коли Гендрікс тримав гітару за плечима й головою і щипав струни зубами, а під час виконання «Wild Thing» підпалив її та розбив об сцену. Другий виступ запам'ятався новітньою і нестандартною інтерпретацією американського гімну — The Star Spangled Banner, цей виступ вважався найоригінальнішою акцією проти війни у В'єтнамі. У мелодію гімну впліталися звуки гелікоптерів, пострілів і вибухів.

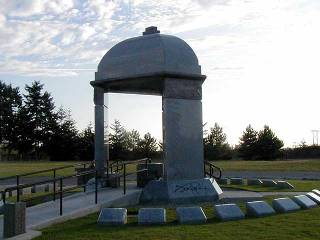
Могила Гендрікса в Рентоні

В останні роки своєї діяльності стиль Гендрікса еволюціював у бік джазу і джаз-року. 1969 року разом із Біллі Коксом і Бадді Майлзом створили гурт Band of Gypsys, який дав прекрасний концерт у залі Fillmore East (Нью-Йорк).
Творчий шлях Гендрікса обірвався несподіваною смертю 18 вересня 1970 року. Причиною смерті стало задушення блювотними масами після прийняття дев'яти пігулок снодійного. По смерті Гендрікс залишив чимало неопублікованих записів і його спадкоємці (батько і сестра артиста) найняли спеціального менеджера, який допоміг упорядкувати його доробки. Наслідком цього став вихід кількох посмертних альбомів з музикою Гендрікса.

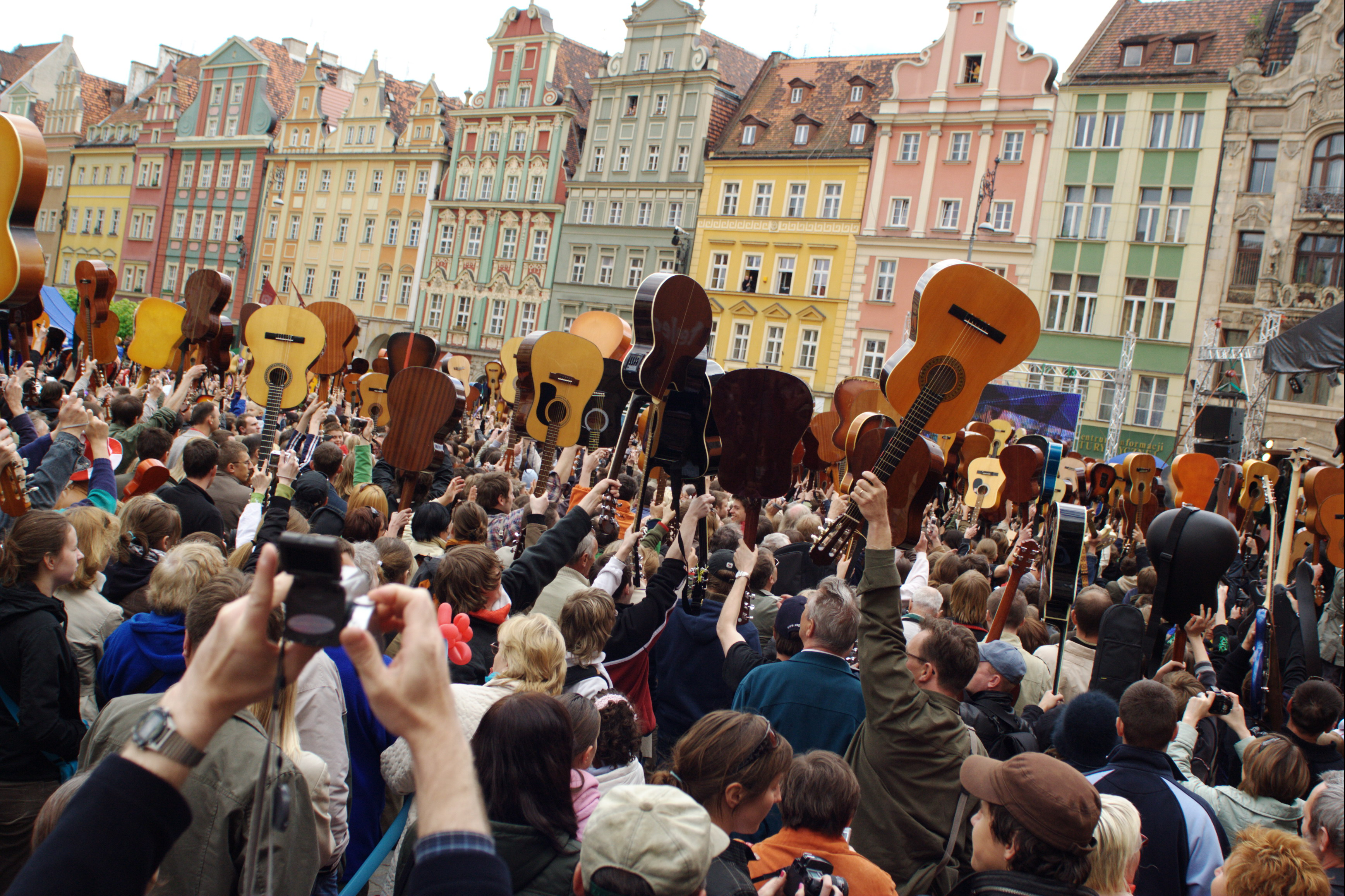
Побиття рекорду 1.05.2007 — 1876 осіб у Вроцлаві (Польща) зіграли пісню Hey Joe.

Джимі Гендрікс був похований у Грінвудському Меморіальному Парку в Рентоні, штат Вашингтон, США, всупереч його бажанню бути похованим в Англії.

## Образ у кіно та літературі
У 2013 році на екрани вийшов біографічний фільм американського режисера Джона Рідлі про життя Джимі Гендрікса «Jimi: All Is By My Side».
Український письменник Андрій Курков написав та 2012 року видав книжку під назвою «Львівська гастроль Джимі Гендрікса».

## Дискографія
| - 1967: Are You Experienced? - 1967: Axis: Bold as Love - 1968: Electric Ladyland - 1969 Smash Hits - 1970: Early Jimi Hendrix, Vol. 2 (live) - 1970: Band of Gypsys (live) - 1971: Cry of Love - 1971: Isle of Wight (live) - 1971: Hendrix in the West (1971; live) - 1975: Hendrix 66 (live) - 1982: Hendrix Concerts (live) - 1982: The Jimi Hendrix Concerts (live) - 1982: The Concerts (live) - 1984: Jimi Hendrix Live - 1986: Jimi Plays Monterey (live) - 1987: Live at Winterland - 1989: Radio One | - 1990: The Last Experience Concert - 1990: Picture Disc - 1991: Isle of Wight '70 - 1994: Jimi Hendrix – Woodstock - 1994: Bleeding Heart - 1994: Jimi Hendrix & Little Richard - 1994: Live at the Scene - 1995: Woodstock 10-Pack - 1995: Experience (Original Soundtrack) - 1995: Voodoo Soup - 1995: Monday Morning – Jimi at Woodstock - 1995: Sunshine of Your Love - 1997: First Rays of the New Rising Sun - 1997: South Saturn Delta - 1998: Woke Up This Morning and Found Myself Dead (live) - 1998: NYC '68 (live) | - 1999: Live at the Fillmore East - 1999: Live at Woodstock - 2000: Rare as Love Dressed to - 2001: Woke Up This Morning and Found Myself Dead... [live] - 2002: The Baggy's Rehearsal Sessions - 2002: Blue Wild Angel – Live at the Isle of Wight - 2003: The Rainbow Bridge Concert – The Early Show (live) - 2003: The Rainbow Bridge Concert – The Late Show (live) - 2003: Voices - 2003: Live at Berkeley – 2nd Show - 2003: Rainbow Bridge Concert (live) - 2003: The Rainbow Bridge Concert – Both Shows (live) - 2003: The Berkeley Concerts - 2013: People, Hell And Angels |

## Цікаві факти
Композиція Джимі Гендрікса «Hey Joe» фігурує у книзі рекордів Гіннеса як твір, який одночасно виконувався найбільшою кількістю гітаристів. Рекорд був поставлений 1 травня 2006 року, коли на площі Ринок у Вроцлаві пісню в унісон виконав 1581 гітарист, проте рівно через рік, 1 травня 2007 року на тій же площі цей рекорд перевершили — твір прозвучав у виконанні 1876 гітаристів.
1 травня 2016 року, на центральній площі Вроцлава у Польщі, хіт музиканта «Hey Joe» одночасно виконали 7356 гітаристів.
У грудні 2016 року американські ботаніки назвали новий вид квіткових рослин на честь Джимі Гендрікса — Dudleya hendrixii.